# Гетто в Езерище
Гетто в Езери́ще (осень 1941 — февраль 1942) — еврейское гетто, место принудительного переселения евреев посёлка Езерище Городокского района Витебской области и близлежащих населённых пунктов в процессе преследования и уничтожения евреев во время оккупации территории Белоруссии войсками нацистской Германии в период Второй мировой войны.

## Оккупация Езерища и создание гетто
Езерище было занято немецкими войсками в 2 часа дня 17 июля 1941 года, и оккупация продлилась 2 года и 5 месяцев — до 19 декабря 1943 года.
Реализуя нацистскую программу уничтожения евреев, немцы создавали гетто почти во всех городах и населённых пунктах Беларуси, где проживало еврейское население. Так и в Езерище в начале осени 1941 года оккупанты согнали евреев в гетто.
Под территорию гетто отвели место возле шоссе напротив железнодорожной станции, где до войны евреи в основном и жили.
Гетто занимало четыре (два) дома. До войны на этом месте была почта, а потом — поворот на автостанцию. Дома, в которых было гетто, в годы войны сгорели и не сохранились.
Старостой гетто принудили стать Энтина. За отказ угрожали убить не только его, но и жену, к тому же многие евреи просили: «Лучше ты, чем кто-нибудь другой».

## Условия в гетто
Гетто в Езерище оккупанты не обносили забором или колючей проволокой, но выставили охрану. В гетто находилось 150 человек.
У евреев отобрали все хоть сколько-нибудь ценные вещи, а лучшее присвоили жены полицаев.
Люди умирали от голода, холода и болезней.
Среди узников оказались не только местные евреи, но и беженцы из Польши. Их положение было намного хуже, потому что местные могли надеяться на хоть какую-то помощь от знакомых.
Людей изнуряли принудительными грязными и тяжелыми работами — уборкой улиц и разгрузкой железнодорожных вагонов. Немцы и полицаи издевались над евреями — впрягали в телеги вместо лошадей и постоянно избивали.
Убегать обречённым людям было некуда — холода в тот год наступили рано, в лесу со стариками и детьми без еды и тёплой одежды ждала быстрая смерть.

## Уничтожение гетто
В декабре 1941 года немцы провели «акцию» (таким эвфемизмом гитлеровцы называли организованные ими массовые убийства) — расстреляв стариков, женщин и детей.
В феврале 1942 года гетто в Езерище было полностью уничтожено. Евреев — 150 человек — под конвоем пригнали к заранее подготовленному рву северо-западнее местечка, заставили раздеться и расстреляли. Раненых, пытавшихся вылезли из могилы, немцы били по рукам и сталкивали обратно. Закапывать убитых заставили местных мужчин.
Мазо Фрида Львовна, жена довоенного главврача больницы, и сама детский врач, шла на расстрел, неся на руках своего маленького ребёнка, и просила: «Люди добрые, помогите. Я помогала вам всегда». Никто не помог — так с ребёнком на руках её и убили.
Староста гетто Энтин и его жена перед смертью обнялись так крепко, что палачи не смогли их разнять — так и застрелили, так они и упали в яму.
Одежду и обувь убитых немцы и «бобики» (так в народе презрительно называли полицаев) затем продавали или дарили своим людям.

## Палачи и организаторы убийств

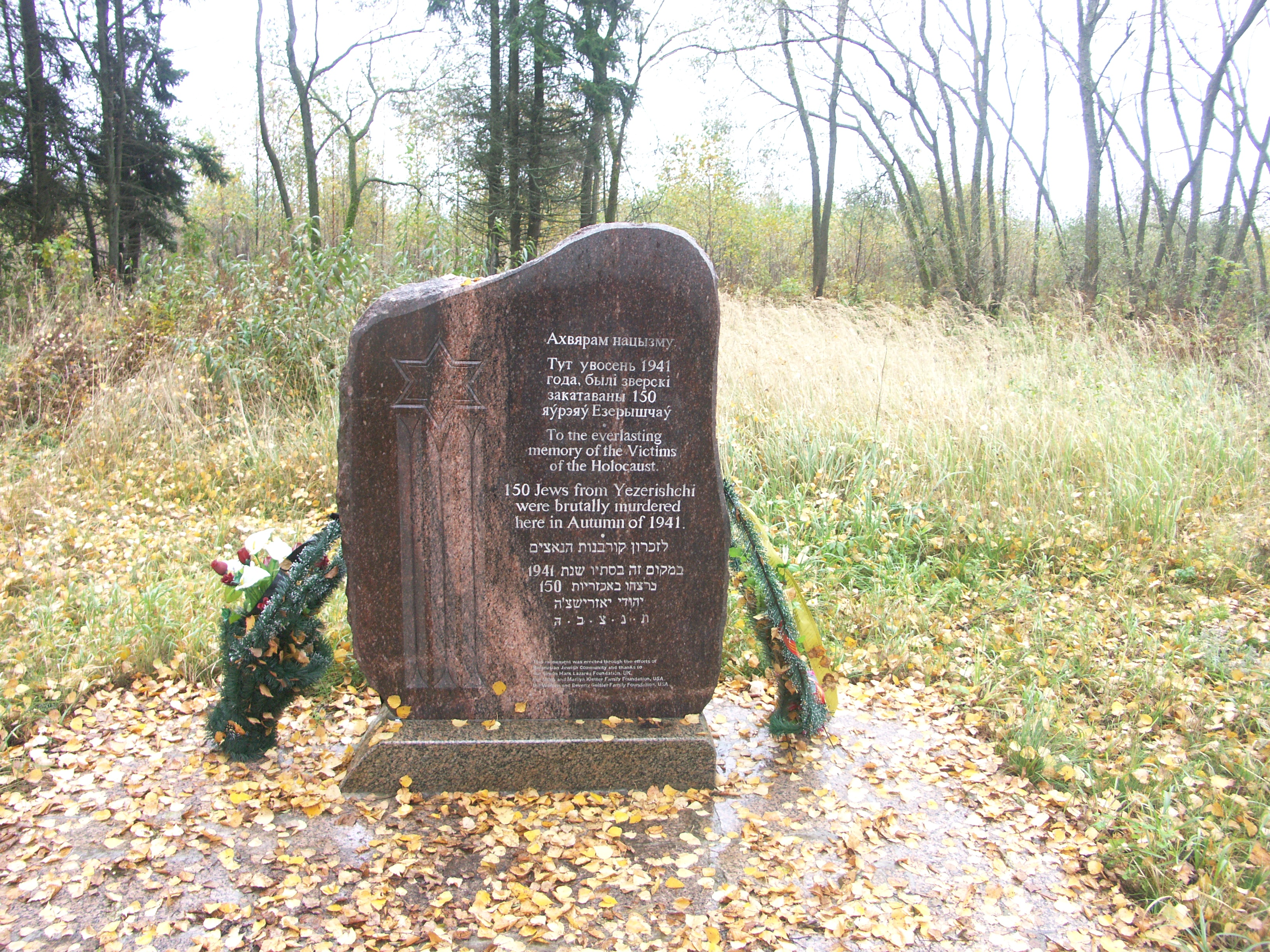
Новый памятник евреям Езерища, убитым нацистами. Установлен в 2007 году

Непосредственными организаторами массовых убийств были признаны комендант Езерищенского гарнизона обер-лейтенант Пои, комендант хозяйственной комендатуры обер-лейтенант Штэйнэр, комендант Гуркинской жандармерии капитан Вольф, комендант начальник укрепрайона капитан Вальде, начальник разведывательной группы лейтенант Стэфан.
В Езерище находилось много коллаборационистов — и местных, и пришлых. Один из них — Павлюченко, лично убивавший гражданское население, был опознан и судим в начале 1960-х годов.

## Память
В конце 1950-х годов место убийства оказалось в районе мелиоративных работ, и экскаватором были подняты кости расстрелянных евреев. Расстрел происходил зимой в сильные морозы, и эти заболоченные места были тогда замерзшими и доступными. Останки жертв Катастрофы собрали и без огласки снова закопали.
Первый памятник убитым евреям Езерища был установлен в 1964 году, на самой границе Беларуси, в километре от российской территории, на обочине трассы Витебск — Невель, с надписью: «Мирным советским гражданам — жертвам фашизма. 1941—1945» — не упоминая ни евреев, ни даты их гибели.
Новый памятник жертвам геноцида евреев в Езерище поставлен в 2007 году Яной и Михаилом Энтиными — детьми расстрелянных родителей, и во многом благодаря хлопотам Марка Кривичкина и фонда Лазарусов. На камне надпись на белорусском, английском и иврите: «Жертвам фашизма. Тут осенью 1941 года были зверски уничтожены 150 евреев Езерище» (надпись ошибочная — убийство произошло в январе 1942 года).
Оба памятника не стоят на самом месте захоронения — старый памятник установлен на произвольном месте, а новый памятник ставили, чтобы его было хорошо видно.
Учительница местной школы Никифорова Лариса Ивановна вместе с учениками по крупицам собрала и записала воспоминания местных жителей, ставших зимой 1942 года очевидцами трагедии.